# Hemiauchenia blancoensis
Hemiauchenia blancoensis es una especie de mamífero artiodáctilo extinto integrante del género Hemiauchenia. Este camélido habitó en América del Norte.

## Taxonomía
Esta especie fue descrita originalmente en el año 1945 por el paleontólogo G. E. Meade.
Etimología
Etimológicamente, el término específico refiere al horizonte estratigráfico Blancaniano, en el cual fue colectado el ejemplar tipo.
Edad atribuida
Las edades postuladas para los estratos portadores son Plioceno final hasta, con dudas, el Pleistoceno final o tardío.
Caracterización y relaciones filogenéticas
En 1977, J. Breyer sinonimizó en esta a Hemiauchenia seymourensis (Hibbard & Dalquest, 1962).
Hemiauchenia blancoensis es similar a H. macrocephala, se la distingue por su tamaño mayor y los estilos interlobulares más desarrollados.
Como las restantes Hemiauchenia, posee tamaño grande con respecto a Lama, rostro dolicognato, metacarpo más largo que el húmero y huesos de los miembros alargados y gráciles (índice de gracilidad de los metapodiales inferior a 0,13).